# WISE 0350-5658
WISE 0350-5658 (= WISE J035000.32-565830.2) is een bruine dwerg van spectraalklasse Y1. Het object bevindt zich op ca. 18,49 lichtjaar van de zon. Het is een van de dichtstbijzijnde bekende bruine dwergen en is in 2012 ontdekt door J. Davy Kirkpatrick et al. met behulp van de WISE infraroodruimtetelescoop.